# República (distretto di San Paolo)
República è un distretto (distrito) della zona centrale di San Paolo in Brasile, situato nella subprefettura di Sé. Con il limitrofo distretto di Sé costituisce il centro storico della metropoli brasiliana.

## Descrizione
All'interno del suo territorio si trovano alcuni importanti luoghi della città come Praça da República, la Camara Municipale di San Paolo, il Teatro Municipale, a Biblioteca Municipale Mário de Andrade, l'Obelisco do Piques, o Palazzo delle Poste, le avenidas Ipiranga e São João e il Largo do Arouche.